# 101 Dywizja Pancerna (ZSRR)
101 Dywizja Pancerna – związek taktyczny wojsk pancernych Armii Czerwonej okresu II wojny światowej.

## Działania bojowe
Dywizja sformowana 15 lipca 1941 roku na bazie 52 Dywizji Pancernej. Podporządkowana Grupie generała porucznika Konstantego Rokossowskiego. W okresie lipiec - wrzesień walczyła w okolicach Smoleńska. W nieudanym kontrataku na Jarcewo w dniu 18 lipca 1941 roku dywizja straciła 40 czołgów. Od 17 sierpnia w składzie 19 Armii Frontu Zachodniego. 16 września 1941 przeformowana w 101 Zmotoryzowaną Dywizję Strzelecką.

## Skład
- 202 pułk pancerny
- 203 pułk pancerny
- 18 zmotoryzowany pułk strzelców
- 101 zmotoryzowany pułk strzelców
- 101 pułk artylerii
- 101 dywizjon przeciwlotniczy
- 101 batalion rozpoznawczy
- 101 samodzielny batalion łączności
- 101 batalion transportowy
- 101 batalion pontonowo-mostowy

## Wyposażenie
Na dzień 23.07.1941 roku:
- czołgi: 7 KW-1, 21 BT, 104 T-26,
- samochody pancerne: 16 BA-10 i BA-20,
- ciągniki: 34,
- samochody: 587 ciężarówek, 104 specjalnych.
- artyleria: 25 armat 76 mm, 29 armat 45 mm, 12 armat przeciwlotniczych 37 mm, 17 karabinów przeciwlotniczych, 12 moździerzy 82 mm,
- skład osobowy: 6 982.